# Roger Fernay
Roger Bertrand, bekannter unter seinem Pseudonym Roger Fernay oder auch Fernay-Roger (* 5. Dezember 1905 in Paris; † 9. Juli 1983 in Villefranche-sur-Mer), war ein französischer Schauspieler, Dichter, Liedtexter und Verbandsfunktionär für die Durchsetzung von Urheberrechten.

## Leben
Roger Bertrand wurde am 5. Dezember 1905 im 9. Arrondissement von Paris geboren. Sein Vater war der Verleger Paul Bertrand, einer der Leiter des Musikverlages Heugel et Compagnie. Er hatte zunächst vor, Rechtsanwalt zu werden, brach jedoch sein Jurastudium ab. Auch sein Literaturstudium setzte er nicht fort und studierte. Von 1926 bis 1934 hatte er Engagements als Theaterschauspieler. 1934 begann er, Liedtexte zu schreiben. Als sein bekanntester Liedtext gilt Youkali, den er zu einem Instrumentalstück Tango habanera von Kurt Weill für das Theaterstück Marie Galante von Jacques Deval verfasste. Er schrieb für denselben Film auch mehrere andere Liedtexte auf Melodien von Kurt Weill. Von 1935 an schrieb er auch Liedtexte für Kinofilme.
Nach dem Zweiten Weltkrieg spielte Roger Fernay eine wichtige Rolle in der 1946 gegründeten Nationalen Gewerkschaft der Autoren und Komponisten (Syndicat national des auteurs et compositeurs, SNAC), wo er von 1946 bis 1951 Generalsekretär war. Er schrieb den Text für die von Wal-Berg komponierte Operette Casanova (Nancy 1955), die in Frankreich großen Erfolg hatte. 1967 wurde er Chefredakteur der Zeitschrift Revue internationale du droit d'auteur („Internationale Zeitschrift für Urheberrechte“), was er bis zu seinem Tode blieb. 1970 wurde er Vizepräsident des internationalen Autorenverbands (International Affiliation of Writers Guilds, IAWG) und Präsident der Kommission für Urheberrechte innerhalb desselben. Er nahm an mehreren Konferenzen über Urheberrechte teil, so in Stockholm 1967 und in Paris 1971. Von seinen Aufgaben bei SNAC zog er sich 1977 zurück, wurde aber Ehrenpräsident. Zwischen 1953 und 1981 schrieb Roger Fernay auch einige Fachbücher und Artikel für die Revue internationale du droit d’auteur (RIDA) zum Thema Urheberrechte.
Roger Fernay starb am 9. Juli 1983 in Villefranche-sur-Mer.

## Rezeption
Besonders das Lied Youkali von Roger Fernay und Kurt Weill wurde von zahlreichen Musikern ins Programm genommen. Im Jahre 2005 wurde es Teil des staatlichen Lehrplans in Musik für das Baccalauréat in Frankreich. Ute Lemper sang dieses Lied 1991 auf ihre CD Ute Lemper performs Kurt Weill ein. 1997 erschien eine Interpretation des Liedes durch die Sopranistin Teresa Stratas auf der CD Septembersongs. Auch die griechische Sopranistin Loukia Spanaki und die französische Sängerin Sarah Holtrop sangen das Lied. Eine Übersetzung ins Deutsche durch Leo Kowald erschien im November 2012 mit dem Liedanfang Es trieb im weiten Runde und wurde auch im Comic Also schwieg Zarathustra abgedruckt (in der deutschen Übersetzung von Ainsi se tut Zarathoustra vom elsässischen Comic-Autor Nicolas Wild). Diese deutsche Liedversion wurde unter anderem von Jasmin Tabatabai gesungen und erschien 2016 auf ihrer CD Was sagt man zu den Menschen, wenn man traurig ist. Von Leo Kowald gibt es eine Aufnahme von 2013.